# Championnat de Zambie de football 2015
Navigation
Saison précédente Saison suivante
La saison 2015 du Championnat de Zambie de football est la cinquante-quatrième édition de la première division en Zambie. Les seize meilleures équipes du pays sont regroupées au sein d'une poule unique où elles s'affrontent deux fois, à domicile et à l'extérieur. En fin de saison, pour permettre l'extension du championnat à 18 clubs, les deux derniers du classement sont relégués et remplacés par les deux premiers de chacune des deux groupes géographiques de Zambian Second Division, la deuxième division zambienne.
C'est le club de ZESCO United FC, tenant du titre, qui remporte à nouveau le championnat cette saison après avoir terminé en tête du classement, avec quatre points sur Zanaco FC et dix sur le Power Dynamos FC. C'est le cinquième titre de champion de Zambie de l'histoire du club.

## Les clubs participants
- Konkola Blades FC
- Power Dynamos FC
- Nchanga Rangers FC
- Nkwazi FC - Promu de Second Division
- Green Buffaloes FC
- Green Eagles FC
- Nkana FC
- Lusaka Dynamos FC - Promu de Second Division
- Red Arrows FC
- Zanaco FC
- ZESCO United FC
- National Assembly FC
- NAPSA Stars Lusaka
- Nakambala Leopards FC
- Forest Rangers FC - Promu de Second Division
- Mufulira Wanderers FC - Promu de Second Division

## Compétition
Le barème de points servant à établir le classement se décompose ainsi :
- Victoire : 3 points
- Match nul : 1 point
- Défaite : 0 point

### Classement
| Rang | Équipe                 | Pts | J  | G  | N  | P  | Bp | Bc | Diff |
| ---- | ---------------------- | --- | -- | -- | -- | -- | -- | -- | ---- |
| 1    | ZESCO United FCT       | 67  | 30 | 20 | 7  | 3  | 52 | 24 | +28  |
| 2    | Zanaco FC              | 63  | 30 | 18 | 9  | 3  | 49 | 20 | +29  |
| 3    | Power Dynamos FC       | 57  | 30 | 17 | 6  | 7  | 36 | 21 | +15  |
| 4    | Green Buffaloes FCC    | 51  | 30 | 14 | 9  | 7  | 32 | 25 | +7   |
| 5    | Mufulira Wanderers FCP | 46  | 30 | 13 | 7  | 10 | 31 | 32 | -1   |
| 6    | Red Arrows FC          | 43  | 30 | 10 | 13 | 7  | 30 | 28 | +2   |
| 7    | Nkwazi FCP             | 43  | 30 | 11 | 10 | 9  | 30 | 28 | +2   |
| 8    | Nkana FC               | 41  | 30 | 11 | 8  | 11 | 30 | 26 | +4   |
| 9    | Green Eagles FC        | 36  | 30 | 9  | 9  | 12 | 31 | 33 | -2   |
| 10   | Forest Rangers FCP     | 36  | 30 | 11 | 3  | 16 | 20 | 33 | -13  |
| 11   | Nchanga Rangers FC     | 32  | 30 | 8  | 8  | 14 | 28 | 32 | -4   |
| 12   | NAPSA Stars Lusaka     | 32  | 30 | 8  | 8  | 14 | 17 | 28 | -11  |
| 13   | Nakambala Leopards FC  | 31  | 30 | 6  | 13 | 11 | 17 | 23 | -6   |
| 14   | Lusaka Dynamos FCP     | 29  | 30 | 7  | 8  | 15 | 27 | 41 | -14  |
| 15   | Konkola Blades FC      | 28  | 30 | 6  | 10 | 14 | 25 | 31 | -6   |
| 16   | National Assembly FC   | 19  | 30 | 5  | 4  | 21 | 20 | 50 | -30  |

|  | Qualification pour la Ligue des champions de la CAF 2016                             |
|  | Qualification pour la Coupe de la confédération 2016                                 |
|  | Relégation directe en Second Division                                                |
|  | T : Tenant du titre C : Vainqueur de la Coupe de Zambie P : Promu de Second Division |

## Bilan de la saison
| Championnat de Zambie de football 2015 |                            |
| Champion                               | ZESCO United FC (5e titre) |
| Coupes et trophées                     |                            |
| Vainqueur de la Coupe de Zambie 2015   | Green Buffaloes FC         |
| Qualifications continentales           |                            |
| Ligue des champions de la CAF 2016     | ZESCO United FC            |
| Coupe de la confédération 2016         | Zanaco FC                  |
| Promotions et relégations              |                            |
| Promus en Premier League               | Kabwe Warriors FC          |
| Promus en Premier League               | Lumwana Radiants FC        |
| Promus en Premier League               | Lusaka Tigers FC           |
| Promus en Premier League               | Mufulira Blackpool FC      |
| Relégués en Division One               | Konkola Blades FC          |
| Relégués en Division One               | National Assembly FC       |